# Condado de Beaver (Utah)

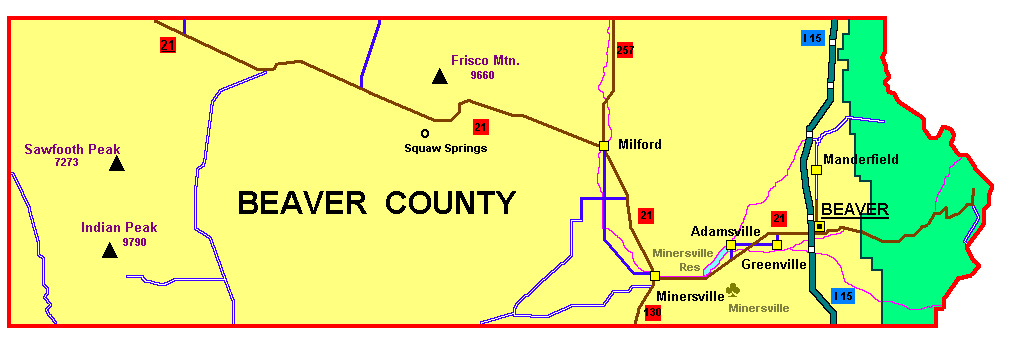
Detalle del condado de Beaver.

Beaver es un condado del estado de Utah, Estados Unidos. En el año 2000 la población era de 6.005 habitantes, con un ligero incremente sobre el año 1990, cuando contaba con 4.765 habitantes. Se estima que en 2005 la población era de 6.204 habitantes. Recibe el nombre por la abundancia de castores (beaver en inglés). Su capital y mayor ciudad es Beaver.

## Historia
La expedición de Dominguez-Escalante exploró el territorio que ahora es el condado de Beaver en 1776. El condado fue creado en el territorio de Utah cuando los pioneros de la Iglesia de Jesucristo de los Santos de los Últimos Días, conocidos como mormones fundaron la ciudad de Beaver en 1856.

## Geografía
Según la oficina del censo de Estados Unidos, el condado tiene una superficie total de 6.714 km². De los cuales 6,708 km² son tierra y 6 km² (0.09%) están cubiertos de agua. Las montañas Tushar (Tushar Mountains) están en la frontera Este del condado, hasta los 3600 m, proveen de agua para las comunidades agrícolas de Beaver y Manderfield. Al Oeste se encuentran los amplios y estériles valles del desierto, separado por montañas ligeramente arboladas de enebros.

### Condados Adyacentes
- Lincoln, Nevada - (Oeste)
- Millard, Utah - (Norte)
- Iron, Utah - (Sur)
- Sevier, Utah - (Este)
- Piute, Utah - (Este)

## Demografía
Según el censo de 2000, había 6.005 habitantes, 1.982 casas y 1.530 familias residían en el condado. La densidad de población era 1 habitante/km². Había 2.660 unidades de alojamiento con una densidad media de 0 unidades/km².
La máscara racial del condado era 93,24% blanco, 0,27% negro o afroamericano, 0,90% indio americano, 0,62% asiático, 0,08% de las islas del Pacífico, 3,13% de otras razas y 1,77% de dos o más razas. Los hispanos o latinos de cualquier raza eran el 5,55% de la población.
Había 1.982 casas, de las cuales el 41,30% tenía niños menores de 18 años, el 67,10% eran matrimonios, el 7,00% tenía un cabeza de familia femenino sin marido, y el 22,80% no son familia. El 20,50% de todas las casas tenían un único residente y el 11,40% tenía sólo residentes mayores de 65 años. El promedio de habitantes por hogar era de 2,93 y el tamaño medio de familia era de 3,42.
El 33,50% de los residentes es menor de 18 años, el 9,40% tiene edades entre los 18 y 24 años, el 24,00% entre los 25 y 44, el 19,20% entre los 45 y 64, y el 13,90% tiene 65 años o más. La media de edad es 31 años. Por cada 100 mujeres había 106,00 hombres. Por cada 100 mujeres de 18 años o más, había 106,40 hombres.
El ingreso medio por casa en el condado era de 34.544$, y el ingreso medio para una familia era de 39.253$. Los hombres tenían un ingreso medio de 31.083$ contra 17.635$ de las mujeres. Los ingresos per cápita para el condado eran de 14.957$. Aproximadamente el 6,20% de las familias y el 8,30% de la población está por debajo del nivel de pobreza, incluyendo el 9,00% de menores de 18 años y el 9,00% de mayores de 65.

## Localidades
- Beaver
- Milford
- Minersville